# Biserica de lemn din Românești, Suceava
Biserica de lemn „Sfântul Nicolae” din Românești este un lăcaș de cult ortodox construit în anul 1759 în satul Românești din comuna Grănicești aflată în județul Suceava. Edificiul religios se află localizat în cimitirul satului și are hramul Sfântul Nicolae, sărbătorit la data de 6 decembrie.
Biserica de lemn din Românești nu a fost inclusă pe Lista monumentelor istorice din județul Suceava, deși are o vechime mare.

## Istoricul bisericii
Prima atestare documentară a satului Românești datează din 15 martie 1490, când Ștefan cel Mare a întărit Episcopiei de Rădăuți dreptul de stăpânire a 50 de sate „care au fost date de ... Alexandru voievod”.
Biserica de lemn din Românești a fost construită în jurul anului 1759. Biserica dispune de manuscrise liturgice în limba slavonă din secolul al XVI-lea.
După cum se precizează în „Anuarul Mitropoliei Bucovinei pe anul 1937”, Biserica „Sfântul Nicolae” din Românești avea o casă parohială de cărămidă, o sesie parohială de 12 hectare, o sesie la Găureni de 6 hectare, o sesie a cântărețului de 3 hectare și o sesie a ponomarului de 1 hectar. Parohia avea în îngrijire spirituală 269 de familii cu 1.069 de credincioși. Ea avea ca filială Biserica „Sfântul Mare Mucenic Dimitrie” din Găureni, construită cel mai probabil la mijlocul secolului al XVIII-lea.
În 1937, comunitatea ortodoxă din Românești era păstorită de preotul paroh Eudoxie Antonovici (născut în 1886). Inițial acoperită cu draniță, biserica are în prezent învelitoare din tablă.
În anul 1949 a fost construită în centrul satului o biserică nouă.
În imediata apropiere a bisericii, înspre sud-vest, se află un turn clopotniță construit tot din lemn. El a fost tencuit și văruit în culoarea galben-pal.

## Arhitectura bisericii
Biserica de lemn din Românești este construită în totalitate din bârne de stejar. Ea se sprijină pe un soclu din piatră de râu. Pereții din bârne sunt placați cu scânduri de culoare albă, pentru a proteja edificiul de intemperii. Edificiul are un acoperiș din tablă zincată, cu o turlă mare pe naos și trei turle false (câte una pe altar și pe cele două abside laterale). Turla aflată deasupra naosului se sprijină pe două baze, ambele de formă pătrată.
Monumentul are formă de cruce, cu abside laterale pentagonale. Absida altarului de formă poligonală este ușor decroșat față de restul corpului construcției. Lăcașul de cult este prevăzut cu două uși (una în peretele vestic al pridvorului și cealaltă în peretele sudic al absidei altarului).
În interior, biserica este împărțită în patru încăperi: pridvor, pronaos, naos și altar. În fiecare absidă laterală este practicată câte o fereastră.

## Imagini

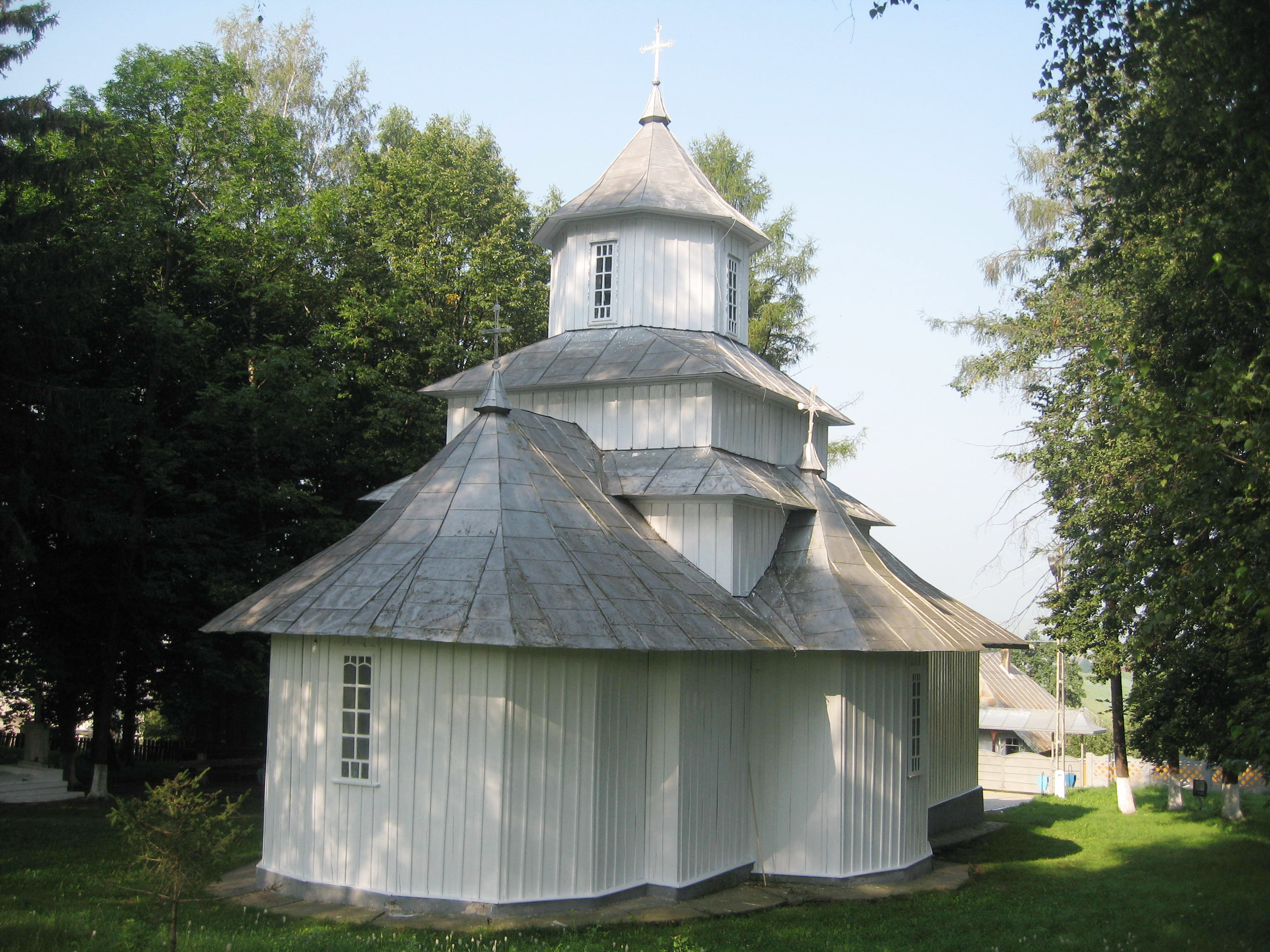
Biserica de lemn
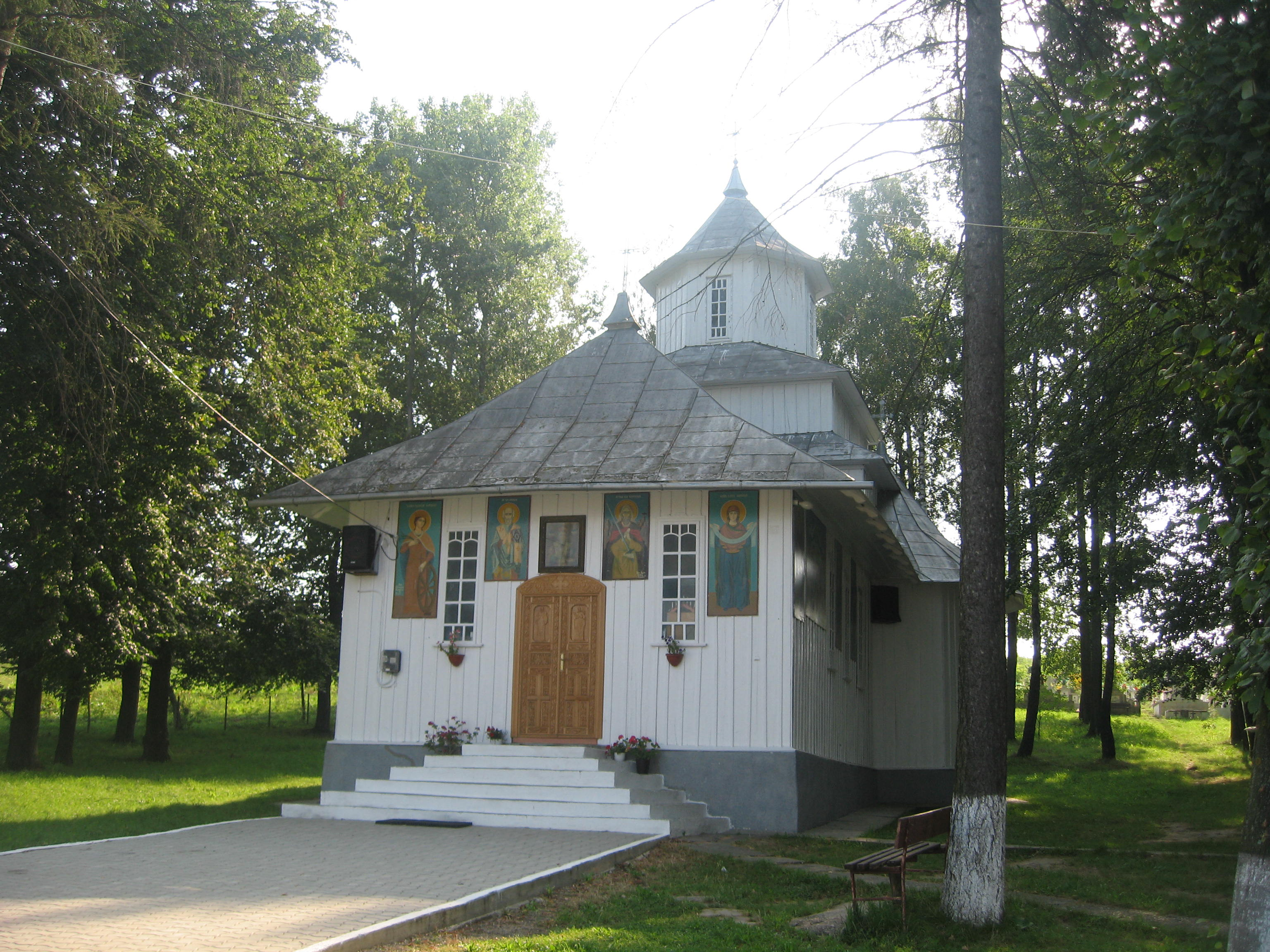
Biserica de lemn
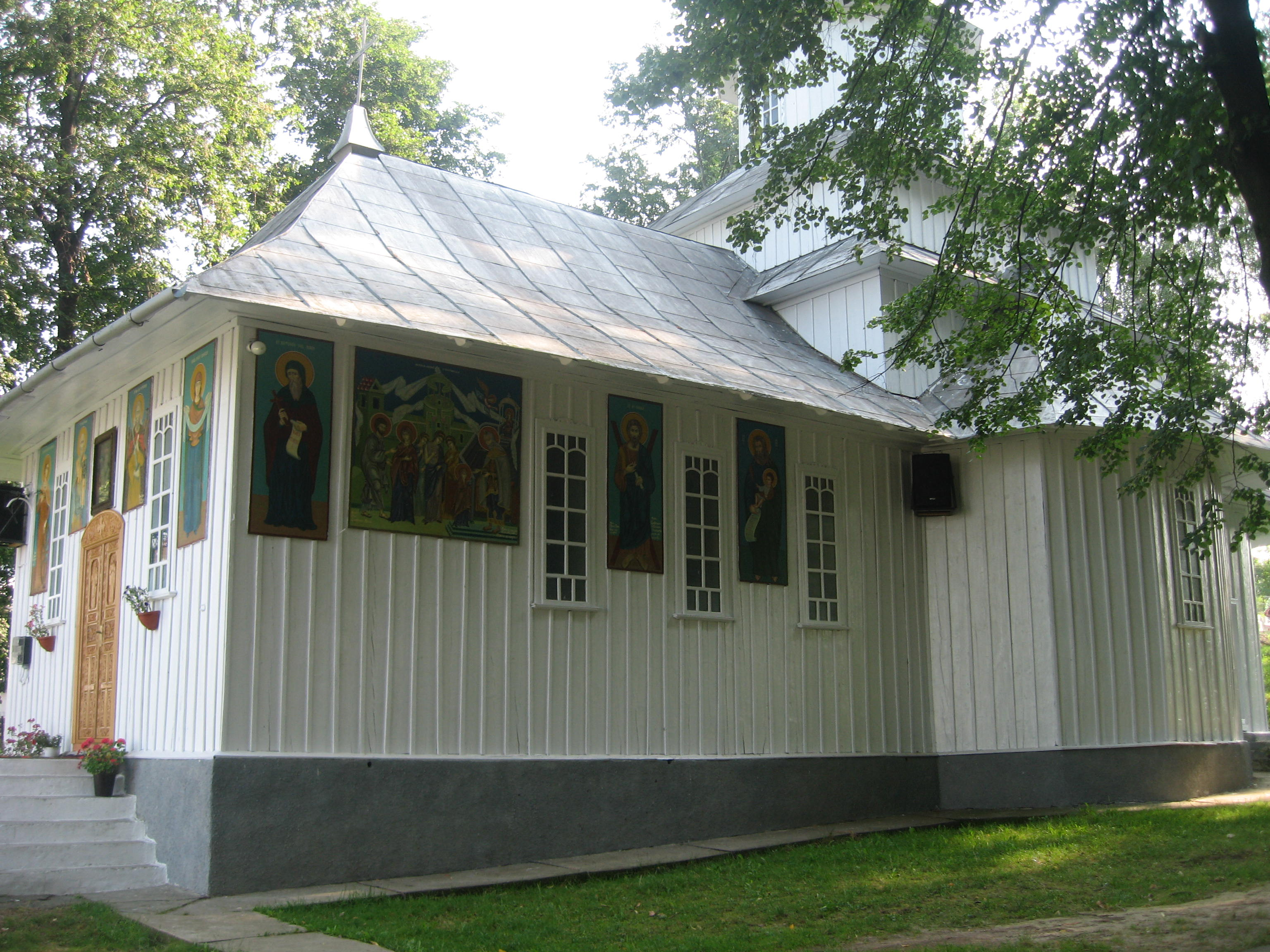
Biserica văzută dinspre sud-vest
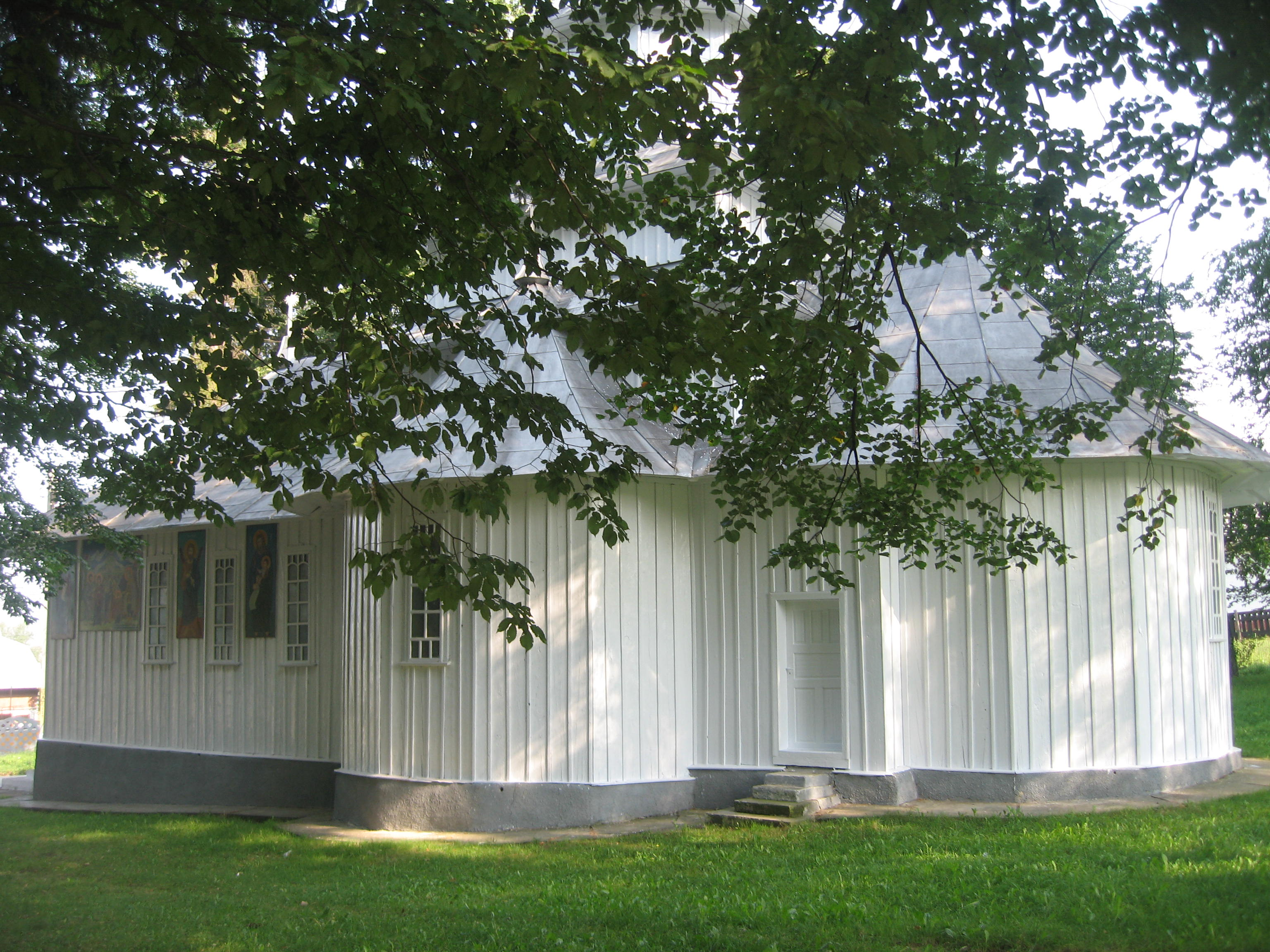
Latura sudică
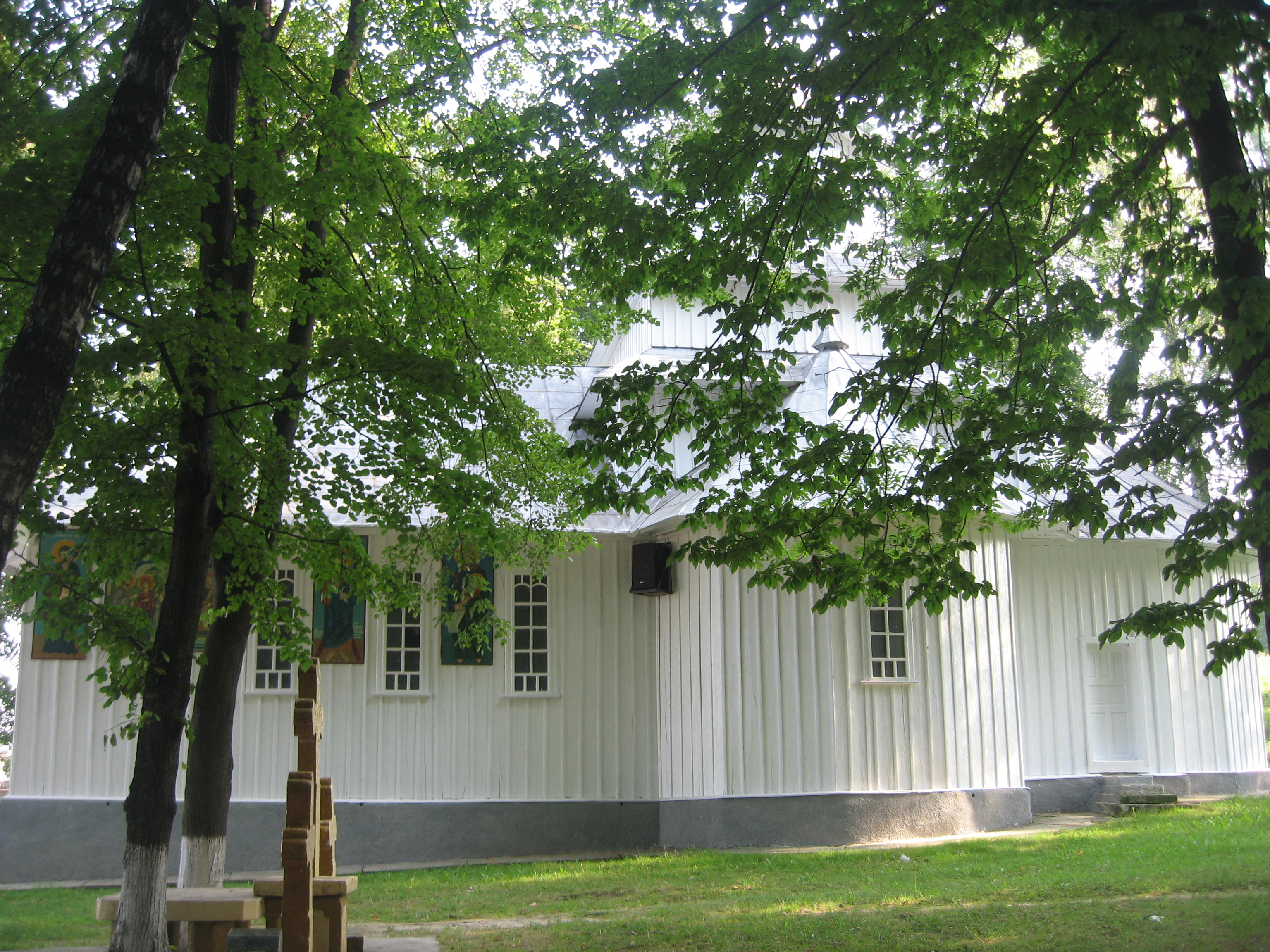
Latura sudică
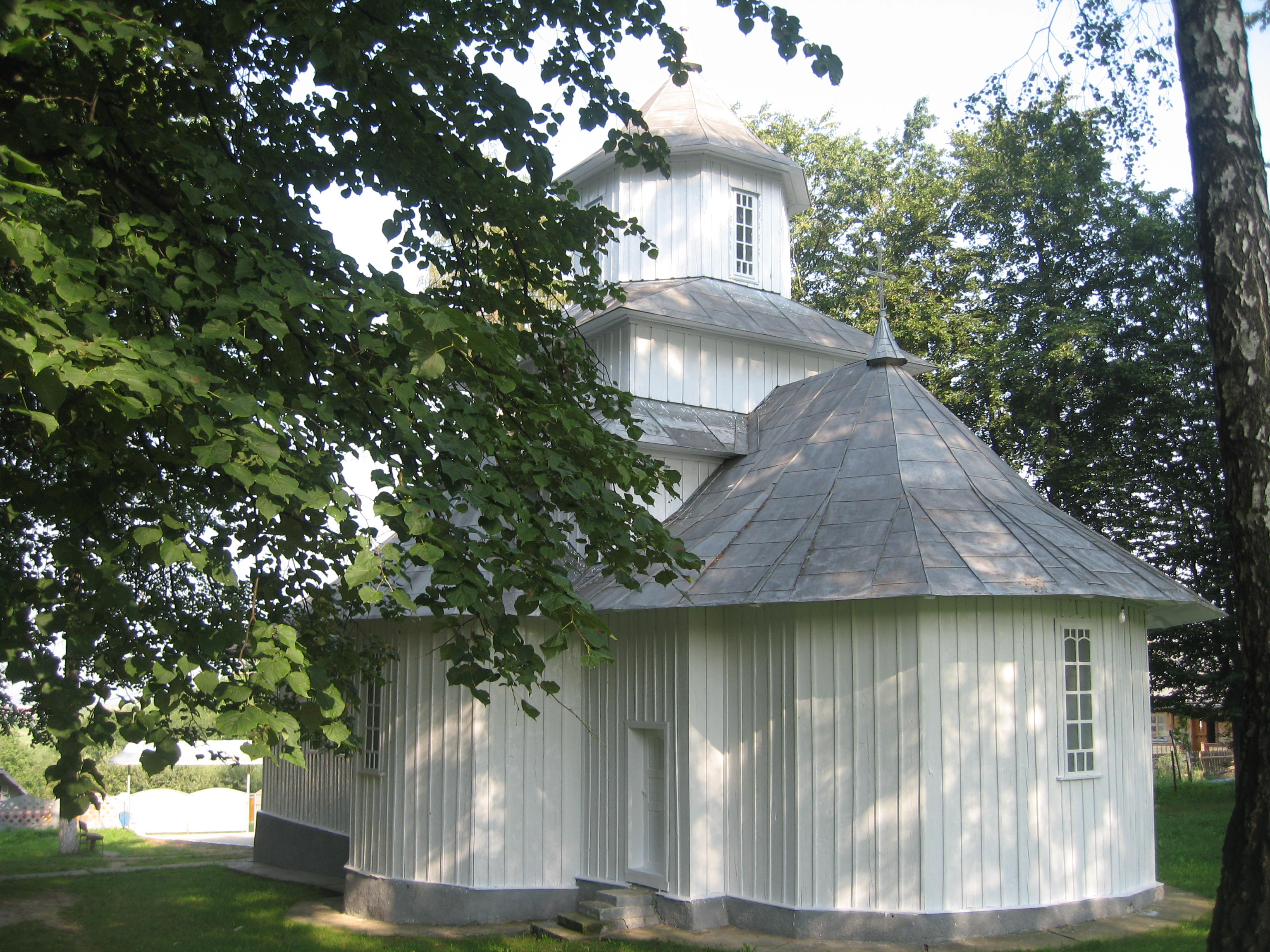
Vedere dinspre sud-est
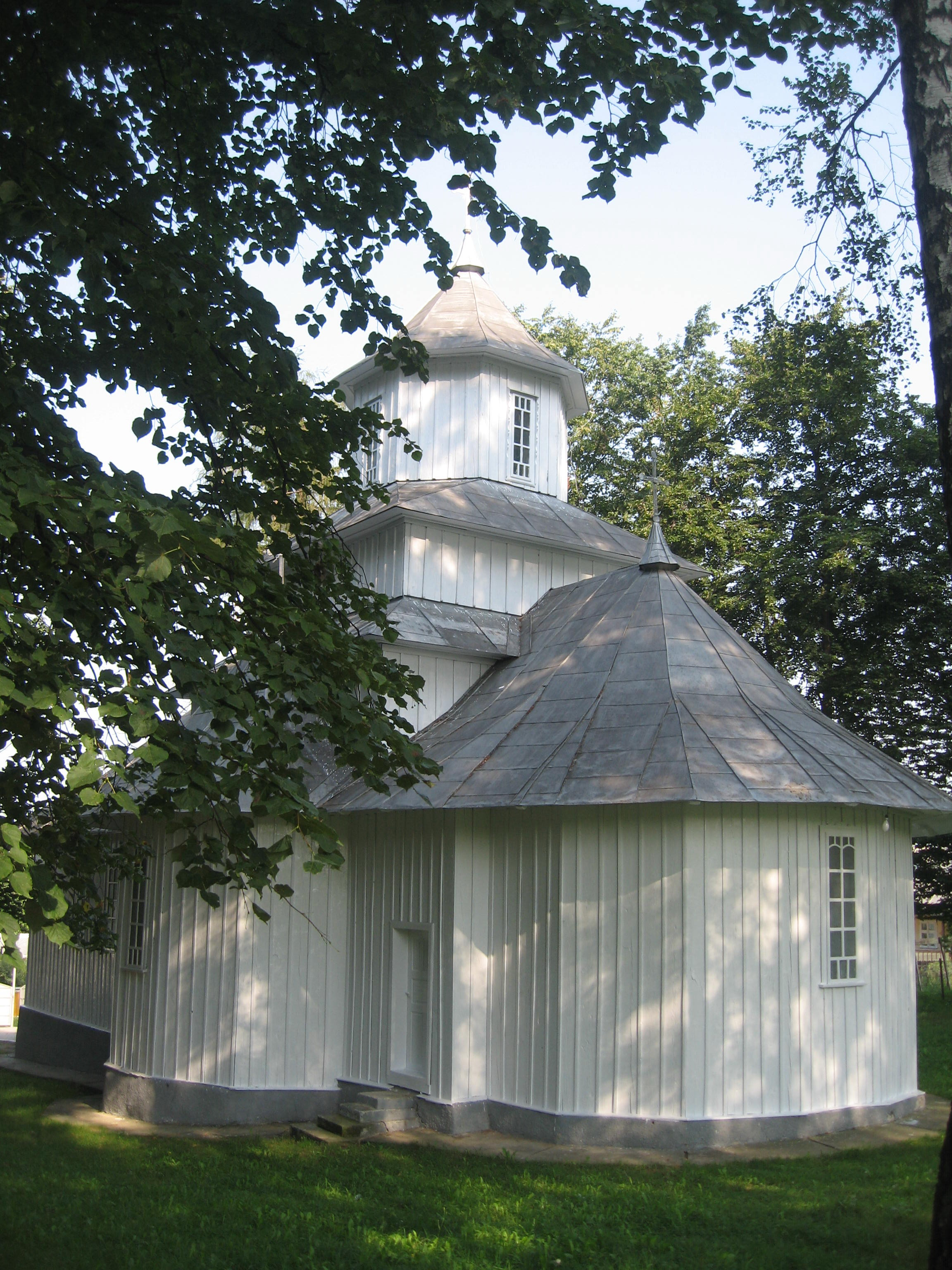
Vedere dinspre sud-est
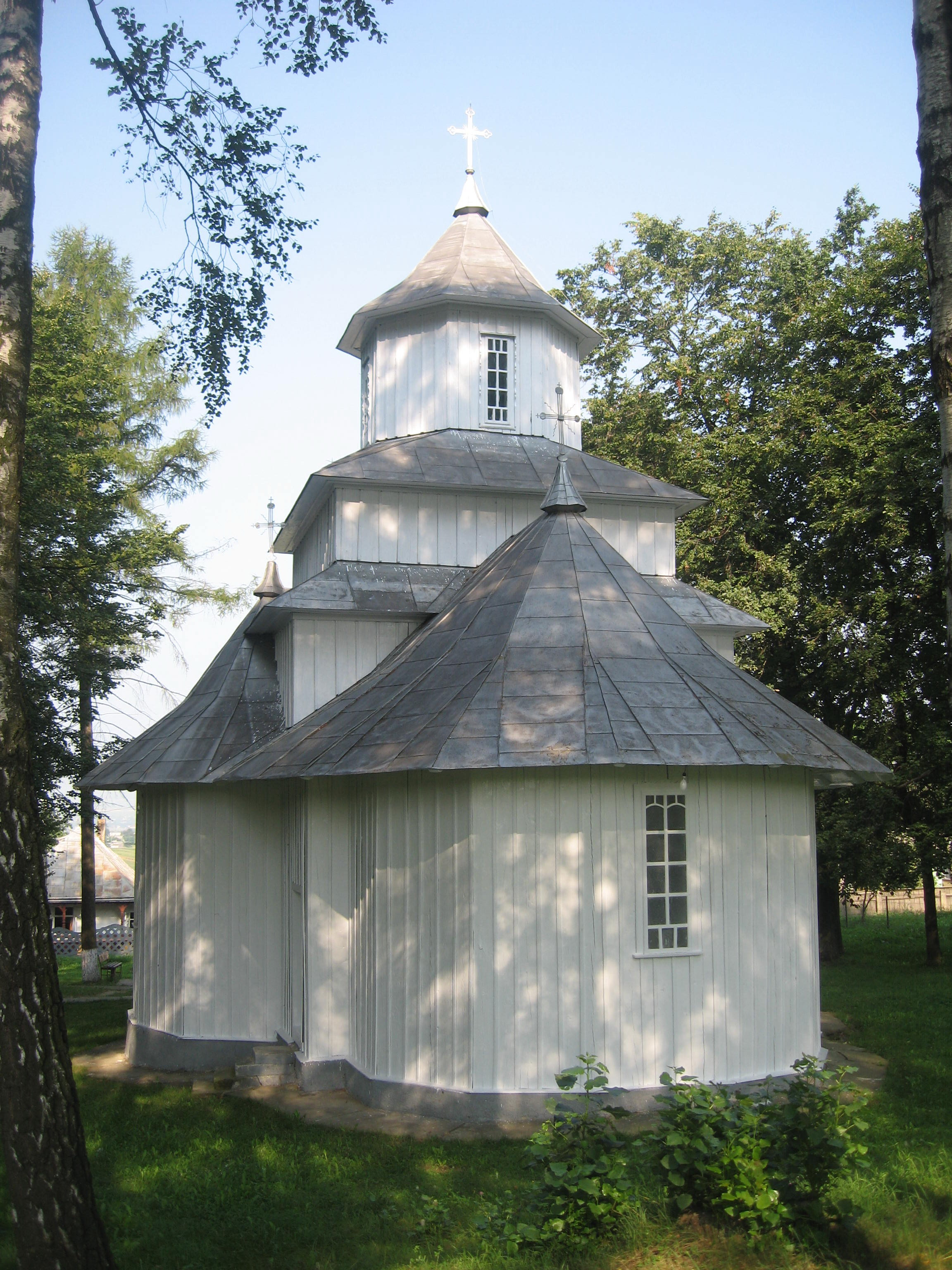
Absida altarului
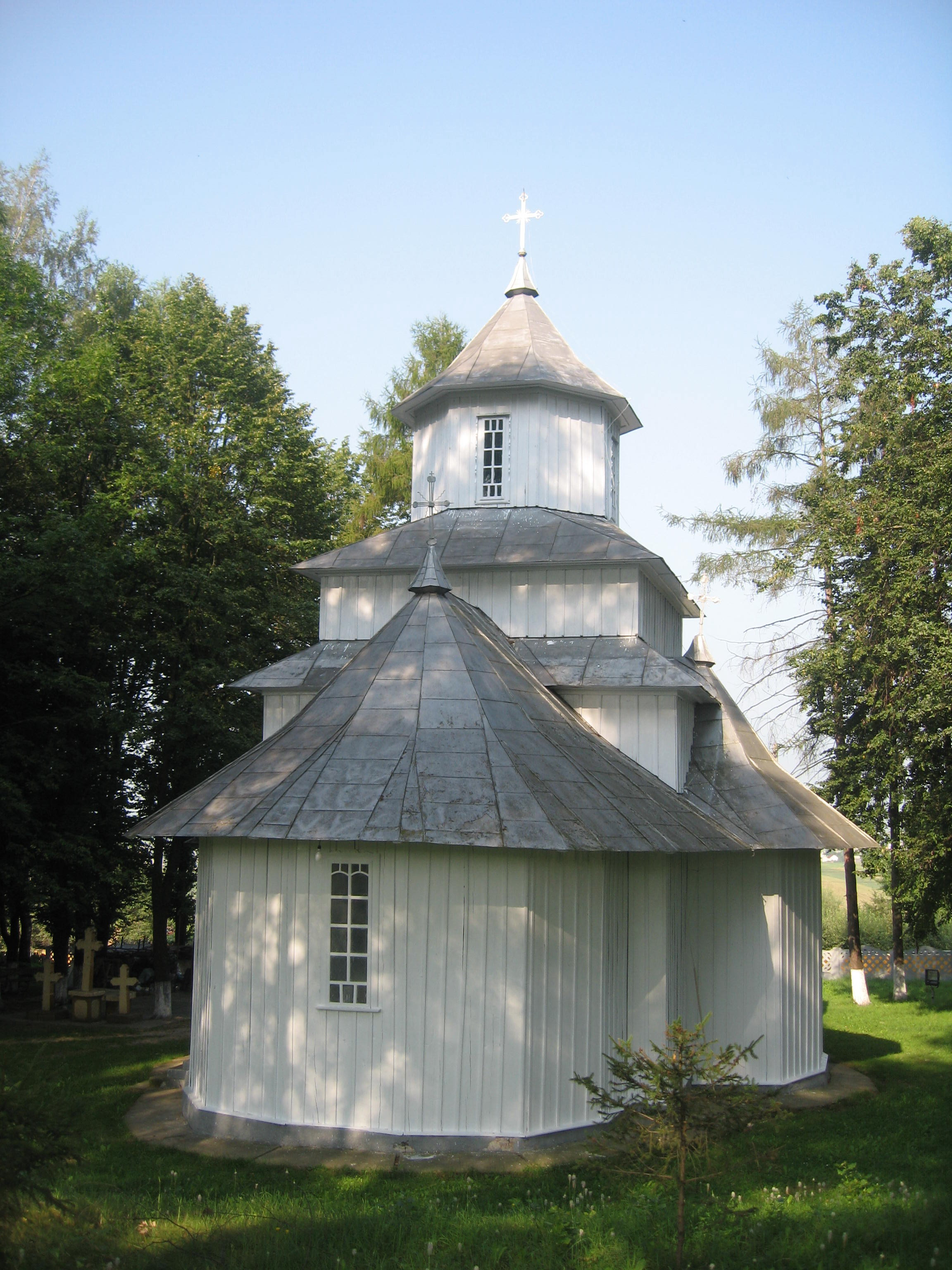
Absida altarului
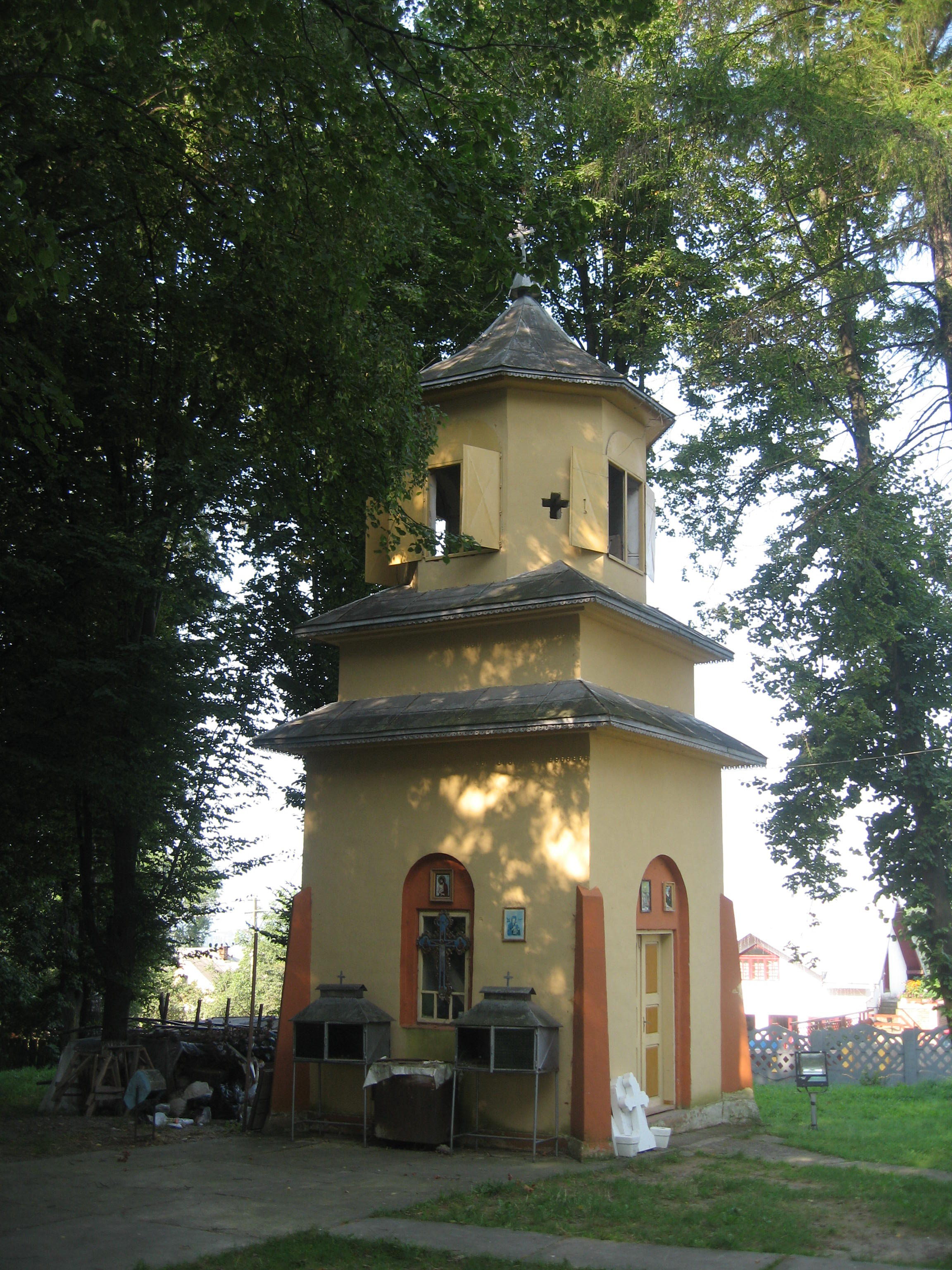
Turnul clopotniță
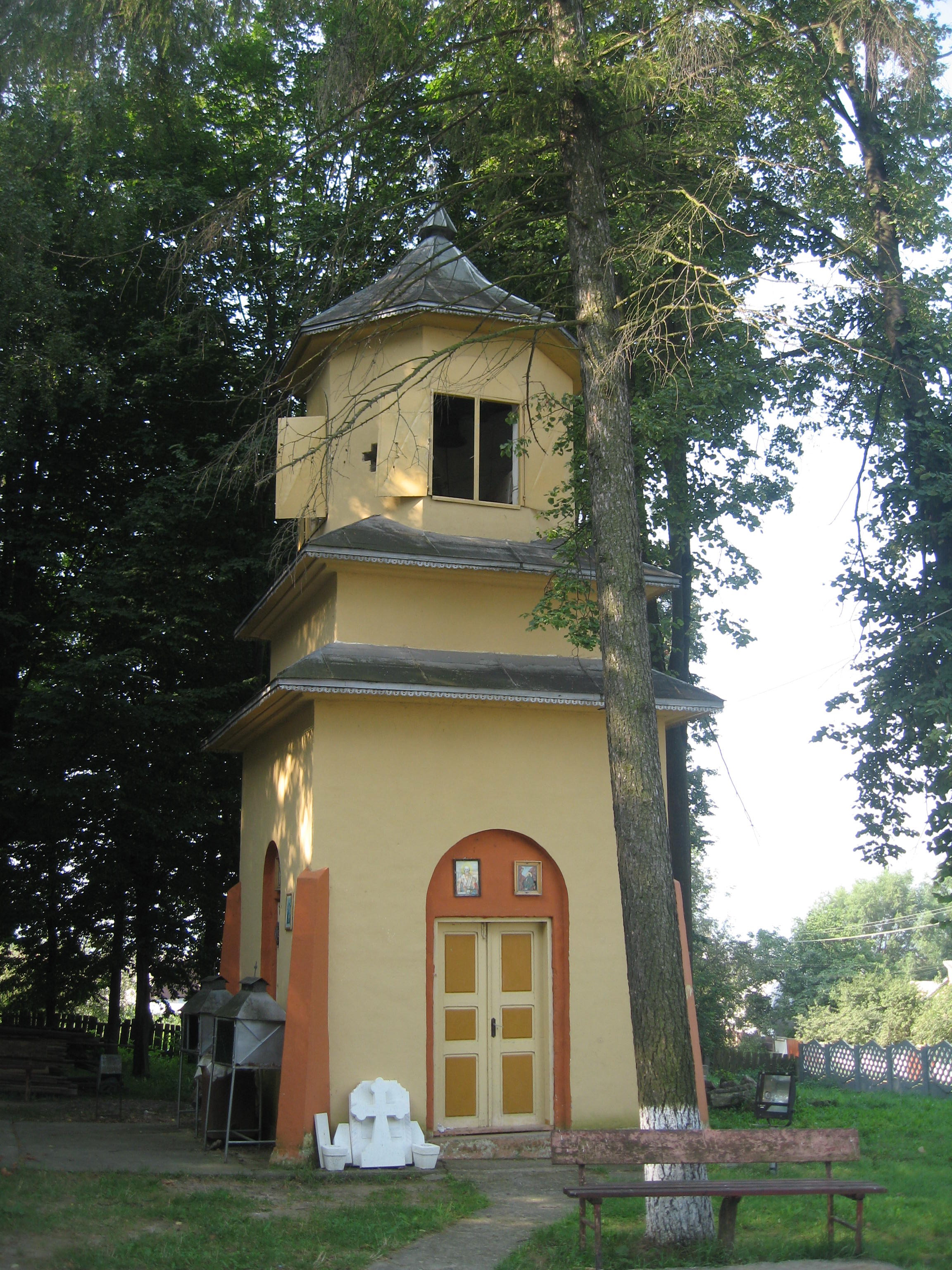
Turnul clopotniță
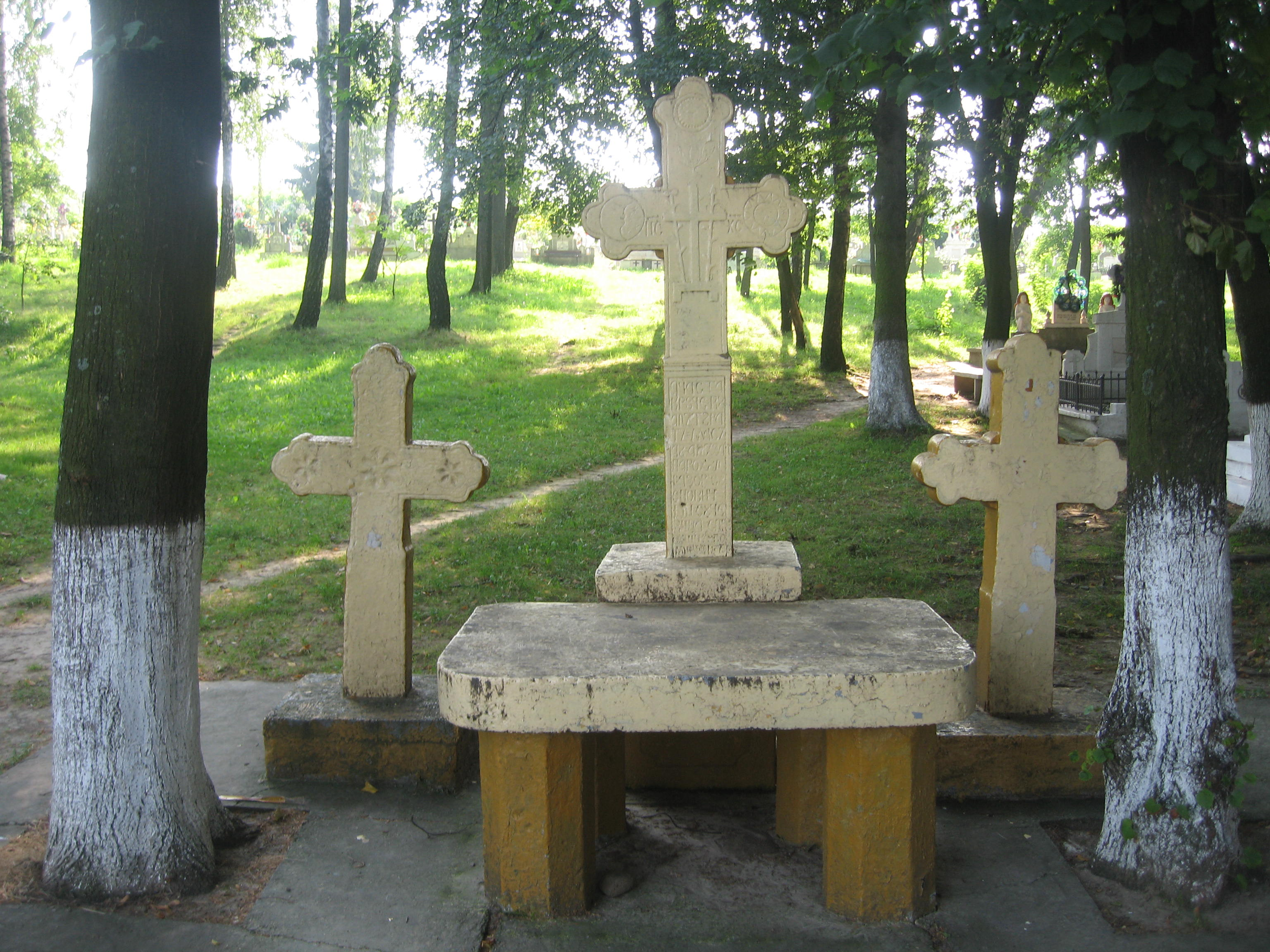
Cruce cu inscripție cu litere chirilice în curtea bisericii